# Bugalanka
Bugalanka (366 m n.p.m.) – zalesiony szczyt w Paśmie Posłowickim Gór Świętokrzyskich, położony na terenie Kielc. 
U południowego podnóża góry przechodzi  niebieski szlak turystyczny z Chęcin do Łagowa. Od północno-wschodniej strony przebiega  żółty szlak spacerowy wokół Kielc.